# صادق خلیلی نجفی
صادق خلیلی نجفی (۱۸۶۳–۱۹۲۱م) (نسب: صادق بن باقر بن خلیل) پزشک و شاعر عراقی بود که به فلسفه نیز اشتغال ورزید. دو شرح در پزشکی نگاشت: الکلیّات الطبیّه دربارهٔ دامپزشکی، التحفة الخلیلیة دربارهٔ نبض‌شناسی. او پدر محمد الخلیلی، نویسندهٔ معجم أدباء الأطباء است.